# Star Wars (jeu vidéo, 1991)
Pour les articles homonymes, voir Jeux vidéo Star Wars et Star Wars (homonymie).
Star Wars est un jeu vidéo de plates-formes, sorti à partir de 1991 sur NES, Game Boy, Master System et Game Gear.